# Danny Wolf
Daniel Abraham Wolf, né le 5 mai 2004 à Glencoe en Illinois, est un joueur américano-israélien de basket-ball évoluant aux postes d'ailier fort et pivot. Il mesure 2,10 m.

## Biographie

### NBA
Danny Wolf est sélectionné en vingt-septième position par les Nets de Brooklyn lors de la draft 2025 de la NBA.

## Statistiques

### Universitaires
| Saison    | Équipe   | Matchs | Titul. | Min./m | % Tir | % 3pts | % LF | Rbds/m. | Pass/m. | Int/m. | Ctr/m. | Pts/m. |
| --------- | -------- | ------ | ------ | ------ | ----- | ------ | ---- | ------- | ------- | ------ | ------ | ------ |
| 2022-2023 | Yale     | 21     | 0      | 7.3    | .404  | .304   | .625 | 2.1     | .6      | .2     | .4     | 2.6    |
| 2023-2024 | Yale     | 32     | 31     | 30.8   | .472  | .345   | .717 | 9.7     | 2.4     | 1.0    | 1.3    | 14.1   |
| 2024-2025 | Michigan | 37     | 37     | 30.5   | .497  | .336   | .594 | 9.7     | 3.6     | .7     | 1.4    | 13.2   |
| Total     | Total    | 90     | 68     | 25.2   | .479  | .336   | .646 | 7.9     | 2.5     | .7     | 1.1    | 11.1   |

## Palmarès et distinctions individuelles

### Universitaires
- Second-team All-Big Ten (2025)
- First-team All-Ivy League (2024)
- Ivy League tournament MVP (2024)